# Friedheim
Friedheim (på dansk svarende til Fredhjem) er en bebyggelse og navnet på et statistisk distrikt i bydelen Mørvig i den nordøstlige del af Flensborg i Sydslesvig i det nordlige Tyskland. Bebyggelsen opstod efter 1. verdenskrig på området mellem Tved og Tvedskov og bestod af en række andelsboliger. Udgangspunktet for det nye boligkvarter var den før af familie Samuelsen ejede gård på hjørnet Fredhjem/Ved Bøndegården. Familiens jordbesiddelser blev dermed til grundlag for den nye bebyggelse. Hensigten var at skabe boliger for marineskolens maskinarbejdere og til lavtlønnede. 
Efter 2. verdenskrig voksede bebyggelsen mod nord og øst til kanten af Tremmerup Skov. På samme tid blev der på Østerkobbel (Osterkoppel) og Tved Ager (Twedter Feld) opført to store højhuse. Pladsen Tved Plak blev efterhånden til kvarterets og bydelens nye trafikale centrum. Den samuelske gård blev desværre revet ned i 1984.
Distriktet Friedheim grænser i nord mod Solitude, i vest til Osbæk, i syd til Vandløs og Engelsby (Fuglsang) og i øst mod Lyksborg.
Friedheim er et eksempel på et nyt stednavn i Sydslesvig uden dansk forgænger eller oversættelse.